# Kreuzkapelle (Obernbreit)

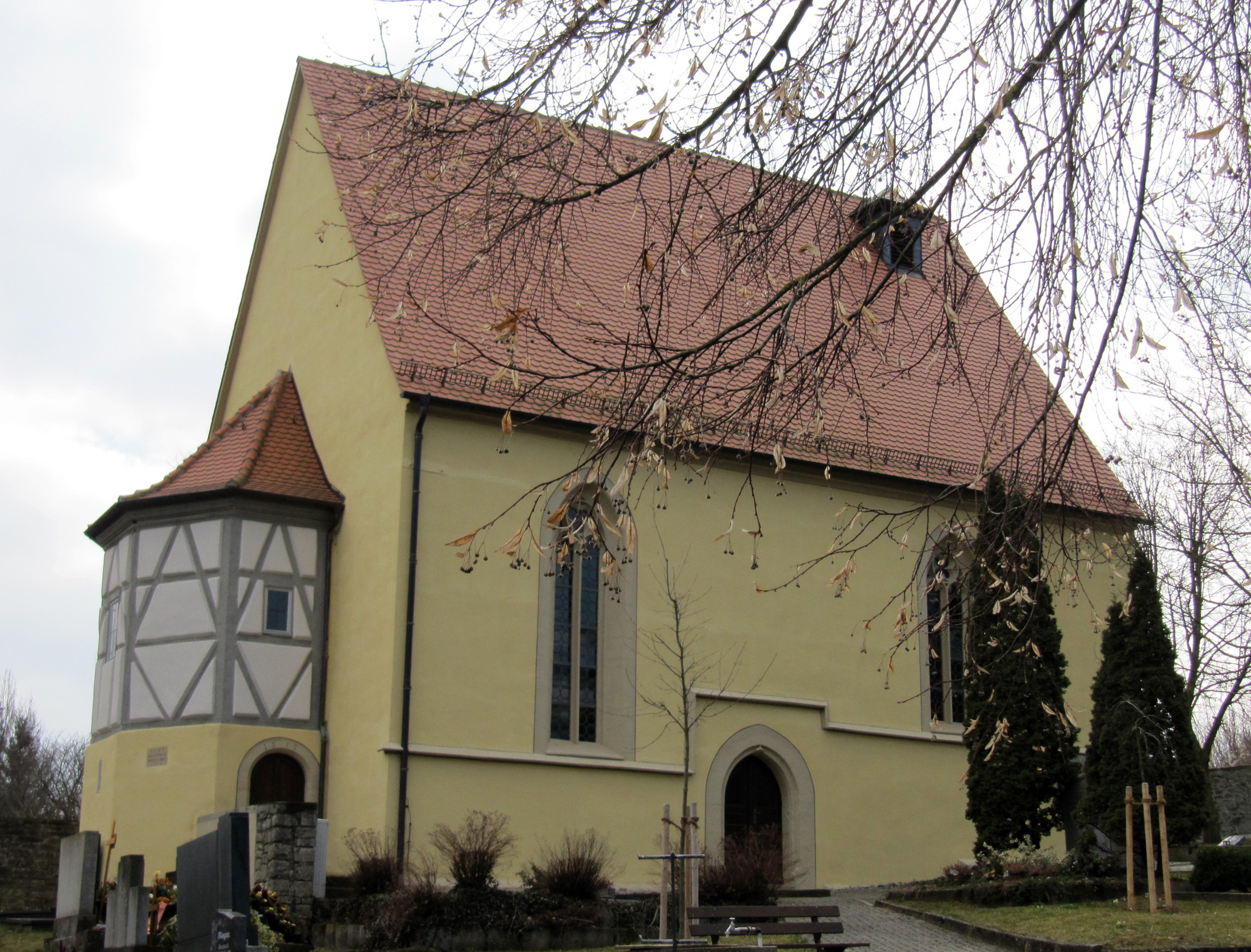
Die Friedhofskapelle in Obernbreit

Die Kreuzkapelle (auch Heilig-Kreuz-Kirche) im unterfränkischen Obernbreit ist die heutige Friedhofskirche der Gemeinde. Sie liegt am Rande des Dorfes an der Enheimer Straße. Die Kapelle gehört zum Evangelisch-Lutherischen Dekanat Kitzingen.

## Geschichte
Die ältere Forschung ging davon aus, dass die Kirche älter als die Ortskirche St. Burkard ist und bereits im 8. Jahrhundert als karolingische Filiale von St. Martin in Willanzheim erwähnt wurde. Diese Vermutung ist allerdings nicht durch Quellen oder Bodenbefunde belegt. Erstmals genannt wurde die Kapelle im 15. Jahrhundert. Sie stand damals am Rande der Gemeinde und war eventuell Ziel einer Wallfahrt. Diese Nutzung endete mit der Übernahme der Reformation in Obernbreit.
Die wachsende Bevölkerung des Ortes führte in der zweiten Hälfte dazu, dass die Grabstätten um die Pfarrkirche nicht mehr ausreichten. Man verlegte 1585 den Friedhof an die Kreuzkapelle und errichtete das Gotteshaus neu. Hiervon zeugt die Inschrift auf dem Sturzstein des Portals, die mit „PAVLVS STRENG“ und „PAVLVS HEVNISCH“ die Dorfschultheißen erwähnt. Wohl im 18. Jahrhundert erneuerte man den Innenraum im Markgrafenstil. Das Gotteshaus wird heute als Baudenkmal geführt.

## Architektur
Die Kapelle präsentiert sich als großer Saalbau. Sie ist geostet besitzt keinen Glockenturm. Eine kleine Totenglocke wurde im kleinen gaubenähnlichen Dachreiter aufgehängt. Das Kirchlein trägt ein ausladendes Satteldach, ein apsidialer Fachwerkchor wurde im 16. Jahrhundert an das Gebäude angebaut. Im Inneren ist eine Kassettendecke angebracht, der Chor wurde zugemauert und enthält heute die Sakristei.

## Ausstattung
Die Ausstattung der Kapelle kam zumeist im 16. Jahrhundert in die Kirche. Drei Epitaphien, darunter die beiden des Ehepaars Georg und Apolonia Knorr, entstammen der Erbauungszeit um 1585. Ein Kruzifix des Dreinageltypusses befindet sich an der Südwand. Es kam ebenfalls im 16. Jahrhundert in die Kirche. Aus dem Jahre 1908 stammt die Orgel auf der hölzernen Empore. Diese füllt zwei Seiten der Kirche aus. Auf der Südseite befindet sich eine gotische Sakramentsnische mit Stabprofilen.